# The name of the ROSE
『The name of the Rose』（ザネイムオブザローズ）は、日本のバンド、Dの1作目のアルバムとして発売。Dの1枚目のフル・アルバム。

## 概要
- 初回限定盤DVD付き2枚組特殊仕様2種類同時発売、5000枚限定。
- 初回AのDVDにはSleeperのPV、初回BのDVDには繭月の棺のPVが収録された。（初回ABともに表紙が異なる）
- 2006年2月8日に通常版が発売された
- 通常版にはボーナストラックが3曲追加され表紙も一新された。

## 収録曲
1. Day Dream 
（作詞・作曲：ASAGI）
2. GOD'S CHILD 
（作詞：ASAGI / 作曲：Ruiza）
3. 闇より暗い慟哭のアカペラと薔薇より赤い情熱のアリア 
（作詞・作曲：ASAGI）
4. Art de la piste 
（作詞・作曲：ASAGI）
5. 狂人舞踏譜 
（作詞：ASAGI / 作曲：Ruiza）
6. Hourglass 
（作詞：ASAGI / 作曲：Ruiza）
7. Ever after 
（作詞：ASAGI / 作曲：Ruiza）
8. 悪夢喰らい 
（作詞・作曲：ASAGI）
9. 黒い花園 
（作詞：ASAGI / 作曲：Ruiza）
10. Sleeper 
（作詞・作曲：ASAGI）

## 収録曲（通常版）
1. Day Dream 
（作詞・作曲：ASAGI）
2. GOD'S CHILD 
（作詞：ASAGI / 作曲：Ruiza）
3. 闇より暗い慟哭のアカペラと薔薇より赤い情熱のアリア 
（作詞・作曲：ASAGI）
4. Art de la piste 
（作詞・作曲：ASAGI）
5. 狂人舞踏譜 
（作詞：ASAGI / 作曲：Ruiza）
6. Hourglass 
（作詞：ASAGI / 作曲：Ruiza）
7. Ever after 
（作詞：ASAGI / 作曲：Ruiza）
8. 悪夢喰らい 
（作詞・作曲：ASAGI）
9. 黒い花園 
（作詞：ASAGI / 作曲：Ruiza）
10. Sleeper 
（作詞・作曲：ASAGI）
11. 白い夜 
（作詞：ASAGI / 作曲：D）
12. 月夜の恋歌 
（作詞・作曲：ASAGI）
13. 繭月の棺 
（作詞：ASAGI / 作曲：Ruiza）